# Acronicta wanda
Acronicta wanda är en fjärilsart som beskrevs av Bucholz 1917. Acronicta wanda ingår i släktet Acronicta och familjen nattflyn. Inga underarter finns listade i Catalogue of Life.